# Khalifa Al-Hammadi
Khalifa Mubarak Khalfan Khairi Al-Hammadi (ur. 7 listopada 1998 w Abu Zabi) – emiracki piłkarz występujący na pozycji obrońcy w drużynie Al-Jazira.

## Kariera piłkarska
Al-Hammadi zadebiutował w klubie Al-Jazira w dniu 30 listopada 2017. W 2019 roku został powołany do kadry na Puchar Azji. W kadrze zadebiutował 25 stycznia 2019 w ćwierćfinałowym meczu przeciwko Australii, zmieniając w 18. minucie Mohameda Ahmeda.